# Júnior Sornoza
Junior Nazareno Sornoza Moreira (Portoviejo, 28 januari 1994) is een Ecuadoraans voetballer die bij voorkeur als aanvaller speelt. Hij stroomde in 2011 door vanuit de jeugd van CSD Independiente del Valle.

## Clubcarrière
Júnior Sornoza debuteerde voor CSD Independiente del Valle op 24 augustus 2011 in de Campeonato Ecuatoriano tegen Deportivo Quito. Op 25 september 2011 scoorde hij zijn eerste twee doelpunten voor Independiente, tegen Club Sport Emelec.